# Бегусарај
Бегусарај је град у Индији у држави Бихар. Према незваничним резултатима пописа 2011. у граду је живело 251.136 становника.

## Становништво
Према незваничним резултатима пописа, у граду је 2011. живело 251.136 становника.
| 1991.  | 2001.  | 2011.   |
| ------ | ------ | ------- |
| 71.424 | 93.741 | 251.136 |